# Bravour
Bravour ist ein Lehnwort aus der französischen Sprache (bravoure), das auch im Italienischen mit gleicher Bedeutung (bravura) belegt ist. Das Wort bedeutete zunächst Tapferkeit und Beherztheit, vor allem im militärischen Bereich. Bei Soldaten verwendete man den Ausdruck für Schneid, Forschheit und Kühnheit wie in der Redewendung „mit großer Bravour kämpfen“.
Ende des 17. Jahrhunderts wurde das französische Wort Bravoure im Deutschen übernommen und später zu Bravur eingedeutscht. Im übertragenen Sinne bedeutet Bravour eine überragende Fertigkeit in einem Fachgebiet, ferner eine vollendete Meisterschaft oder meisterhafte Technik, wie in der Redewendung: „eine schwere Aufgabe mit Bravour lösen“. Bei öffentlichen Veranstaltungen wie auf der Bühne oder im Stadion spricht man nach hervorragenden Leistungen eines Darstellers oder Sportlers von einer „bravourösen Leistung“.
In der klassischen Musik ist seit dem späten 18. Jahrhundert bei Opern der Ausdruck Bravourarie (italienisch aria di bravura) geläufig, wobei es sich um eine technisch schwierige Arie handelt, die wegen ihrer Virtuosität auf äußere Wirkungen abzielt. Bei solistischen Zugaben in Konzerten wird häufig ein virtuoses „Bravourstück“ von einem Instrumentalsolisten gebracht.
In der Malerei wird mit Bravura die scheinbare Leichtigkeit und die außerordentliche Kunstfertigkeit bezeichnet, mit der ein Künstler locker und virtuos den Pinsel führt und die einzelnen Pinselstriche setzt.